# José Duró
Pour les articles homonymes, voir Duro.
José Duró Beal, né le 25 avril 1933 à L'Hospitalet de Llobregat et mort le 3 juin 2016 à Barcelone (Catalogne, Espagne), est un footballeur espagnol des années 1950 et 1960 qui jouait au poste de milieu de terrain.

## Carrière
José Duró débute en deuxième division espagnole lors de la saison 1953-1954 avec l'España Industrial qui est à cette époque l'équipe réserve du FC Barcelone. Cette même saison, il joue aussi quatre matchs en première division avec le Barça, et remporte la Coupe Eva Duarte.
Il joue la saison 1954-1955 avec le Real Oviedo en Division 2 où il marque 18 buts en championnat contribuant à la promotion du club en D1.
Il joue en D1 avec le CD Condal lors de la saison 1956-1957. Le club est relégué en D2 au terme de la saison.
En 1957, José Duró est recruté par le Racing de Santander qui évolue en D2. En 1960, le club est promu en D1. Duró quitte Santander en 1961.
Entre 1963 et 1967, il joue au CE Europa en D2. Il met ensuite un terme à sa carrière.

### Hommage
Le 3 novembre 2014, le FC Barcelone rend hommage aux joueurs encore en vie du légendaire Barça des Cinq Coupes (saison 1951-1952). José Duró reçoit cet hommage aux côtés de ses anciens coéquipiers Miguel Ferrer, Jaime Peiró, Joaquín Tejedor et Gustavo Biosca.

## Palmarès
Avec le FC Barcelone :
- Vainqueur de la Coupe Eva Duarte en 1954